# Óscar Sastre
Óscar Carlos Sastre – piłkarz argentyński grający na pozycji pomocnika.
Sastre karierę piłkarską rozpoczął w 1942 roku w klubie CA Independiente. Jako piłkarz klubu Independiente był w kadrze reprezentacji podczas turnieju Copa América 1945, gdzie Argentyna zdobyła tytuł mistrza Ameryki Południowej. Sastre nie zagrał w żadnym meczu.
Nadal jako gracz klubu Independiente wziął udział w turnieju Copa América 1947, gdzie Argentyna trzeci raz z rzędu zdobyła mistrzostwo Ameryki Południowej. Sastre zagrał w dwóch meczach – z Boliwią (w 63 minucie wszedł na boisko, zmieniając Norberto Yácono) i Kolumbią.
W 1948 roku Sastre razem z Independiente zdobył tytuł mistrza Argentyny. W 1949 roku zakończył karierę piłkarską – łącznie w lidze argentyńskiej rozegrał 187 meczów i zdobył 5 bramek.
W latach 1945–1947 rozegrał w reprezentacji Argentyny 4 mecze.